# Diamanti (Michele Bravi)
Diamanti è un singolo del cantante italiano Michele Bravi, pubblicato il 15 settembre 2017 come terzo estratto dal secondo album in studio Anime di carta.

## Descrizione
La canzone è stata scritta da Andrea Amati e Federica Abbate.

## Video musicale
Il video musicale della canzone è stato diretto da Trilathera ed è stato pubblicato il 19 settembre 2017 sul profilo VEVO di Michele.

## Tracce
1. Diamanti – 3:26 (Andrea Amati, Federica Abbate)